# Ли, Татьяна
Татьяна Ли (23 сентября 1923 года, Никольск-Уссурийск, Уссурийская область, Дальневосточный край, РСФСР, СССР — 12 февраля 2008 года) — колхозница, агроном, бригадир полеводческой бригады колхоза «Дальний Восток» Каратальского района Талды-Курганской области, Казахская ССР. Герой Социалистического Труда (1948).

## Биография
Родилась в 1923 году в городе Никольск-Уссурийск Уссурийской области. После депортации корейцев с Дальнего Востока была на спецпоселении в Узбекской ССР. С 1939 года по 1940 год работала химизатором в Андижане. После переехала в Казахстан в Каратальский район, где с 1941 года работала в колхозе «Дальний Восток» Каратальского района. В 1941 году окончила семь классов местной средней школы. С 1941 года — рядовая колхозница, звеньевая, бригадир полеводческой бригады в колхозе «Дальний Восток» Каратальского района.
В 1947 году возглавляемая Татьяной Ли бригада собрала по 30,3 центнеров пшеницы с 20 гектаров и в среднем по 19,5 центнеров со всей площади посева в 197 гектаров. Также бригада Татьяны Ли собрала по 372 центнера сахарной свеклы с 8 гектаров. Указом Президиума Верховного Совета СССР от 28 марта 1948 года удостоена звания Героя Социалистического Труда с вручением ордена Ленина и золотой медали «Серп и Молот».
Член КПСС с 1951 года. Избиралась делегатом XI съезда Компартии Казахстана.
В 1954 году окончила Омский сельскохозяйственный институт. С 1954 по 1956 года — участковый агроном Уш-Тобинской МТС. С 1956 по 1959 года — агроном колхоза «Октябрь» Кзыл-Ординской области. С 1959 по 1961 года — председатель Ленинского сельсовета Каратальского района. Потом — старший агроном-инспектор по закрытому грунту Управления земледелия Совета министров Казахской ССР в Алма-Ате (апрель — май 1961). С лета 1961 года — главный агроном, управляющая отделением, агроном по внедрению передового опыта в совхозе «КИЗ» Каскеленского района. С 1965 года — старший агроном птицеводческого совхоза имени Абая Каскеленского района Алма-Атинской области. С 1969 года — главный агроном по семеноводству НИИ картофельного и овощного хозяйства в селе ВАСХНИЛ Каскеленского района.
С 1971 года — главный агроном овцеводческого совхоза «Джарсуйский» Энбекши-Казахского района. Потом — управляющая отделением № 1 совхоза «Комсомольский» Илийского района (1971—1972), агроном совхоза имени Амангельды Джамбульского района (1972—1973), проводник пассажирского поезда (1973—1976), главный агроном овцеводческого совхоза имени Боткина Куртинского района (1976), проводник пассажирского поезда (1976—1977). С 1977 года трудилась в совхозе «Ленинский» Кескеленского района.
Избиралась членом Каратальского, Кармакчинского райкомов Компартии Казахстана, членом ревизионной комиссии Кзыл-Ординского обкома Компартии Казахстана.
Персональный пенсионер союзного значения. Последние годы своей жизни проживала в селе Алмалыбак Каскеленского района. Скончалась в феврале 2008 года.
Награды
- Герой Социалистического Труда
- Орден Ленина (1948)
- Медаль «За доблестный труд в Великой Отечественной войне 1941—1945 гг.»
- Медаль «В ознаменование 100-летия со дня рождения Владимира Ильича Ленина»